# Chiflágoras
El Profesor Chiflágoras es un personaje ficticio de Mortadelo y Filemón que aparece en el largometraje de 1971 El armario del tiempo. Es un científico de baja estatura y primo de Filemón. 

## Historia
Se presenta en casa de su primo Filemón para enseñarle su último invento: El armario del tiempo, un aparato capaz de enviar gente a cualquier lugar y época del pasado y también del presente. Su aparición traerá de cabeza a los dos detectives, dada la cantidad de problemas causa su invento.

## Descripción
Este personaje posee una gran capacidad locutora, por lo que varias veces Mortadelo le tiene que pedir que se calle porque no le aguanta, además, esto lleva a Chiflágoras a tener rivalidades y discusiones con Mortadelo, por burlarse de él y de su armario del tiempo.
Como nota curiosa, en su aparición se dijo que fue él quien inventó la loción contra la calvicie que dejó a Mortadelo sin pelo, cosa que en las historietas es atribuida al profesor Bacterio.
Con respecto a su relación con los personajes, parece una mezcla entre Bacterio, por su capacidad de inventar y el Súper, ya que es quien ordena a Mortadelo y Filemón ir a los sitios con el armario.
- Datos: Q5766164